# Élőhely
Az élőhelyek (idegen szóval biotópok, olykor élethelyek) a természetes táj egyfajta, közös tulajdonság alapján történő részekre osztását, csoportosítását jelentik.  A növénytakaróban „egyéniségek” vannak, olyanok, amelyek szerkezetük, formájuk, „kinézetük” alapján megkülönböztethetőek a többitől. Ezekben a közösségekben meghatározott növényfajok élnek együtt, s közös történetiségük is van. Ha jól működnek, akkor a környezetükkel összhangban képesek önmagukat fenntartani, s élőhelyéül szolgálnak az állatvilágnak, az adott terület saját növényfajaink, s a természettel harmóniában élő embernek is (bár ezzel elvétve találkoztunk). Ilyen élőhely például a mocsárrét, a bükkös vagy az ürmöspuszta. Az élőhelyeket, melyek a növénytársulásoknál bővebb egységek, elsősorban a növényzet alapján határozzuk meg, de gyakran a benne élő állatokat is beleértjük, ha beszélünk róluk.